# Pierre Busch
Pierre Busch (* 12. Mai 2000) ist ein deutscher Handballspieler.

## Karriere
Pierre Busch kam im Jahr 2014 in die Jugend des VfL Gummersbach. Nach der Jugend spielte er für die 2. Mannschaft in der 3. Liga, erhielt aber auch bereits Spielzeit im Bundesligateam. 2020 wechselte er zum Zweitligaaufsteiger TV Großwallstadt. Nach zwei Jahren wechselte er 2022 zum Ligakonkurrenten VfL Eintracht Hagen. Im Dezember 2023 wurde er zum HBL-Spieler des Monats der 2. Bundesliga gewählt, nachdem er im Dezember 33 Tore in 5 Spielen erzielt hatte.